# ConRuhr
ConRuhr (Конрур, англ. ConRuhr - Consortium of the Ruhr-Universities) — сеть координационных бюро по международному академическому сотрудничеству, созданная в 2004—2011 гг. альянсом трех университетов Рурской области — UAMR (в альянс входят: Рурский университет в Бохуме, Технический университет в Дортмунде и Университет в Дуйсбурге-Эссене). Эти университеты тесно сотрудничают друг с другом, в частности, в области международных образовательных и исследовательских программ.
Цель ConRuhr — содействовать обмену учёными, преподавателями, студентами, а также учебными программами и модулями между тремя западногерманскими университетами, с одной стороны, и вузами Восточной Европы, Северной и Южной Америки, с другой, а тем самым — способствовать интернационализации науки и образования. Кроме того, ConRuhr содействует расширению известности Рурской области как региона, в котором сосредоточены исследовательские и учебные мощности федеральной земли Северный Рейн-Вестфалия.
ConRuhr имеет офисы в Нью-Йорке, Москве, Сан-Паулу и Рио-де-Жанейро. Они помогают налаживать контакты между вузами и снабжают их необходимой для этого информацией, проводят ознакомительные поездки и встречи для преподавателей и сотрудников.
За работу с вузами Российской Федерации и стран СНГ отвечает созданное в 2009 г. Московское бюро ConRuhr Russia, располагающееся в Русско-немецком институте МИИТ на Новосущевской ул. 22. Наряду с организационной помощью в поиске и налаживании контактов, бюро публикует на своем сайте и рассылает по подписке в виде ежемесячного бюллетеня новости об исследованиях и преподавании в вузах рурского альянса на русском языке. Этот бюллетень является для России уникальным по аутентичности, актуальности и регулярности источником информации о науке и образовании в германских вузах.
ConRuhr сотрудничает с Германской службой академических обменов (DAAD). Однако, в отличие от ДААД, ConRuhr занимается только сотрудничеством на институциональном уровне (между вузами, факультетами, институтами, кафедрами) и не предоставляет услуг, связанных с поиском индивидуальных стипендий, грантов и стажировок для студентов, аспирантов и сотрудников.